# Ashleigh Sykes
Ashleigh Sykes (* 15. Dezember 1991 in Hornsby, New South Wales, Australien) ist eine ehemalige australische Fußballnationalspielerin. Im Januar 2012 und Dezember 2014 gewann sie mit Canberra United das Grand Final um die australische Meisterschaft sowie 2017 mit dem Portland Thorns FC die Meisterschaft in der National Women’s Soccer League.

## Karriere

### Vereine
Die in einem Stadtteil von Sydney geborene Sykes begann 2008 bei Canberra United, mit denen sie in der ersten Saison der W-League gleich das Grand Final gegen Queensland Roar erreichte, dies aber mit 0:2 verlor. Im darauffolgenden Jahr scheiterte sie im Halbfinale mit ihrer Mannschaft an Sydney FC, dem Team aus ihrer Geburtsstadt. In der Saison 2010/11 wurde die Punktspielrunde als Dritter abgeschlossen. Im Playoffhalbfinale trafen sie auf Brisbane Roar. In einem turbulenten Spiel, das nach 120 Minuten 2:2 stand, musste das Elfmeterschießen über den Finaleinzug entscheiden. Sykes war bereits in der 75. Minute ausgewechselt worden und gehörte daher nicht zu den Schützinnen, von denen zwei Spielerinnen ihrer Mannschaft aber nur eine aus Brisbane das Tor nicht trafen. Canberra war damit ausgeschieden. Die Saison 2011/12 schloss Canberra auf dem 1. Platz ab. Im Grand Final gegen den Dauerrivalen aus Queensland sorgte sie mit einem Tor beim 3:2 für den ersten Finaltriumph der Hauptstädter.
In der Saison 2012/13 kam sie nur in sechs Spielen für Canberra zum Einsatz und erzielte dabei nur ein Tor. Canberra verpasste als Fünfter die Playoffs. In der folgenden Saison wirkte sie wieder in 11 Spielen mit und Canberra beendete die Saison auf Platz 1. Im Halbfinale der Playoffs verlor Canberra aber mit 1:2 gegen die Queenslander. 2014 sorgte sie dann mit vier Toren in der Punktspielrunde, dass Canberra erneut bis ins Grand Final vorstieß. Beim 3:1 gegen Perth Glory erzielte sie nach dem zwischenzeitlichen 1:1 die beiden Tore zum 3:1-Sieg, wodurch sie zum zweiten Mal australischer Meister wurde.
Im Jahr 2016 spielte Sykes in der zweiten japanischen Liga für AS Harima ALBION, ehe sie zur Saison 2016/17 der W-League nach Canberra zurückkehrte und dort mit zwölf Treffern Torschützenkönigin wurde. Zur Saison 2017 wechselte sie zum NWSL-Teilnehmer Portland Thorns FC, mit dem sie die Meisterschaft gewann. Nach der Saison 2017/18, für die Sykes zu Canberra United zurückgekehrt war, beendete sie ihre Karriere.

### Nationalmannschaften
Ihre Leistungen in der W-League machte sie für Nationaltrainer Tom Sermanni interessant. Am 9. Oktober 2008 wurde sie im Spiel gegen Thailand erstmals in der Nationalmannschaft eingesetzt. Für die WM 2011 wurde sie aber nicht nominiert. Bis zur Fußball-Asienmeisterschaft der Frauen 2014, für die sie dann wieder nominiert wurde, erzielte sie in vier weiteren Länderspielen zwei Tore. Bei der Meisterschaft, bei der Australien den Titel nicht verteidigen konnte, wurde sie nur im Gruppenspiel gegen den schwächsten Gegner Jordanien eingesetzt, sie blieb aber ohne Torerfolg. Mit dem Halbfinaleinzug hatte sich Australien bereits für die WM 2015 qualifiziert.
Im März 2015 nahm sie mit Australien am Zypern-Cup 2015 teil, wo sie in den Spielen gegen die Niederlande und Finnland (mit Torerfolg) und beim 6:2 im Spiel um Platz 5 gegen Tschechien eingesetzt wurde und dabei das letzte Tor erzielte. Am 12. Mai 2015 wurde sie für den australischen WM-Kader 2015 nominiert.

## Erfolge
- Australischer Meister 2011/12, 2014
- 2017: Gewinn der NWSL-Meisterschaft (Portland Thorns FC)